# Dovenby
Dovenby är en ort i civil parish Bridekirk, i grevskapet Cumbria i England. Orten är belägen 4 km från Cockermouth. Parish hade 163 invånare år 1931. Dovenby var en civil parish 1866–1934 när det uppgick i Bridekirk.